# Myrmeleon (Myrmeleon) ermineus
Myrmeleon (Myrmeleon) ermineus is een insect uit de familie van de mierenleeuwen (Myrmeleontidae), die tot de orde netvleugeligen (Neuroptera) behoort. 
Myrmeleon (Myrmeleon) ermineus is voor het eerst wetenschappelijk beschreven door Fabricius in 1798.